# Арман (кинотеатр, Алма-Ата)
Кинотеа́тр «Арма́н» — цифровой четырёхзальный кинотеатр, здание которого построено в 1968 году.

## История
Был открыт для посещения 3 сентября 1968 года. Изначально имел только два зала: синий зал на 450 мест и красный зал на 550 мест. В 1981 году кинотеатр посетило свыше 1,7 млн зрителей. В архитектурной композиции кинотеатра выделен прямоугольный в плане объём.
В 1976 году прошел показ первого в Казахстане сеанса стереокино.
В 1993 году решением главы горадминистрации Нуркадилова № 316 от 02.08.1993 г. кинотеатр Арман вместе с кинотеатром Алатау передан предприятию «Гендирекция международных кинофестивалей „Казахкинофест“». Через год дирекция влезает в долги и берёт под определённый процент акций кредит в Казкоммерцбанке. Первый кредит не возвращает и под оставшийся пакет акций Казахкинофест вновь берёт кредит в том же банке. Через определённое время оба кинотеатра за долги переходят Казкоммерцбанку. Позже кинотеатр перешёл во владение к компании ТОО Рахимжан, которая в свою очередь также взяла кредит у Казкоммерцбанка на реконструкцию кинотеатра стоимостью 2 млн долларов.
В 2000 году кинотеатр «Арман» реконструирован, оснащён современным кино- и звукооборудованием, интерьер — мягкие кресла, 36 VIP-мест (диванчики со столиками), 2 зала по 344 места, площади расширились (убран дворик), появилась возможность проведения масштабных мероприятий, дискотек, презентаций, новый статус — развлекательный центр «Арман».
В 2009 году были открыты два дополнительных компактных кинозала, зелёный и оранжевый залы по 104 места в каждом.
В апреле 2019 года в кинотеатре прошёл 10-й кинофестиваль «Французское кино сегодня».

## Архитектура
Боковые фасады выполнены барельефными скульптурными композициями (художник-монументалист В. И. Константинов), отражающими путь Казахстана: фигуры Амангельды, Родина-Мать, солдаты, группа космонавтов, женщины, собирающие урожай, сбоку на 2 языках текст: «Велик путь нашего народа, велик его подвиг. Он будет вечным примером для грядущих поколений, для всех, кто избрал дорогу свободы».
Авторы проекта кинотеатра: А. И. Коржемпо, В. Л. Панин, И. В. Слонов; инженеры В. Гарвардт, В. Чуйко; художники В. Константинов, Г. Завизионный.
Является Памятником архитектуры и градостроительства местного значения. Несмотря на это, были построены пристройки к кинотеатру ресторана Burger King и кофейни Starbucks.

## Награды
- Лучший кинотеатр СНГ в 2009 году.